# Sör-Vistträsket
Sör-Vistträsket är en sjö i Älvsbyns kommun i Norrbotten och ingår i Piteälvens huvudavrinningsområde. Sjön är 8,2 meter djup, har en yta på 4,21 kvadratkilometer och befinner sig 104,9 meter över havet. Sör-Vistträsket ligger i Piteälven Natura 2000-område.

## Delavrinningsområde
Sör-Vistträsket ingår i det delavrinningsområde (729472-171897) som SMHI kallar för Utloppet av Sör-Vistträsket. Medelhöjden är 146 meter över havet och ytan är 24,41 kvadratkilometer. Räknas de 71 avrinningsområdena uppströms in blir den ackumulerade arean 712,82 kvadratkilometer. Vistån (Kvarnbäcken) som avvattnar avrinningsområdet har biflödesordning 2, vilket innebär att vattnet flödar genom totalt 2 vattendrag innan det når havet efter 90 kilometer. Avrinningsområdet består mestadels av skog (61 procent). Avrinningsområdet har 4,21 kvadratkilometer vattenytor vilket ger det en sjöprocent på 17,2 procent.